# Ramil’
Раміль Алімов (нар.. 1 лютого 2000, Нижній Новгород, Росія; пізніше Роман Орлов), більш відомий як Ramil' — російський співак і автор пісень. Став відомий у 2019 році, коли випустив сингл «Хочешь со мной» та однойменний альбом. Пісня «Вся такая в белому» стала топ-1 у соцмережі ВК.

## Біографія
Роман Орлов народився 1 лютого 2000 року в Нижньому Новгороді, має татарське і російське коріння, а своєю релігією вибрав християнство. Батьки Романа розлучилися, коли йому було вісім місяців. До 14 років жив з мамою, бабусею та дідусем. Після смерті бабусі пішов із дому, працював на автомийці.
Навчався у школі № 172 у Нижньому Новгороді; ходив у музичну школу на клас з фортепіано.
Будучи школярем, займався боксом та змішаними єдиноборствами.
Пізніше вступив до Нижньогородського авіаційного технічного коледжу за спеціальністю зварювальник.

## Кар'єра
Під час написання треків Ramil' часто описує ситуації, що відбувалися з ним у житті. Спочатку своєю творчістю ділився тільки в Instagram, тоді йому запропонував співпрацю музикант та продюсер Ішхан Авакян (Ханза).
У 2019 році випустив дебютний сингл «Хочешь со мной», завдяки якому набув популярності, а трьома місяцями пізніше був випущений однойменний перший студійний альбом.
Восени того ж року Ramil' випустив другий студійний альбом «Всё, что есть у меня — это голод». За підсумками 2019 року творчість Романа стала найпопулярнішою у соціальній мережі «Вконтактє».
У Ramil' пройшов перший концертний тур у 2019 році. Артист виступив у 80 містах. У жовтні 2021 році відбувся перший Адреналін Стадіум в Москві і також готується великий тур на 2022 .
21 лютого 2020 року Ramil' представив альбом «Всё, что есть у меня — это голод» на виступі в клубі «1930».
10 липня 2020 року випустив сингл «Сияй», який отримав сертифікацію Платинового диска двічі за два тижні Національною федерацією фонографічних продюсерів (NFPF), що стало рекордом для країни . Через два місяці був випущений відеокліп на пісню.
Наприкінці вересня 2020 року пісня «Сияй» була включена до топ-15 пісень за версією Афіша Daily, " під які цього літа чаювала Росія " .
У 2020 році Ramil' анонсував запис спільної пісні з Оленою Темніковою . Трек «Из-за тебя» був випущений у лютому 2021 року і довгий час займав 1-ше місце у чарті Нового Радіо .
11 грудня того ж року Ramil' випустив третій студійний альбом «Сияй».
1 жовтня 2021 року випустив альбом під назвою «KATANA»

## Рейтинги
- 2020: пісня «Сияй» була включена до Топ-15 літніх хітів за версією Афіша Daily[16] .
- 2019: Топ-30 найпопулярніших треків у соціальній мережі «Вконтактє»[22] .

## Конфлікти
Весною 2019 року учасники гурту HammAli & Navai заявили про плагіат їхньої композиції «Хочешь, я к тебе приеду». Але результати експертизи підтвердили оригінальність треку Раміля і він переміг у трьох судових процесах.

## Дискографія

### Студійні альбоми
| Назва                              | Деталі                                                                                             |
| ---------------------------------- | -------------------------------------------------------------------------------------------------- |
| «Хочешь со мной»                   | - Реліз: 12 квітня 2019 - Лейбл: Rhymes Music - Формат: Цифрове завантаження, стрімінг             |
| «Всё, что есть у меня — это голод» | - Реліз: 13 вересня 2019 - Лейбл: Legacy Music - Формат: Цифрове завантаження, стрімінг            |
| «Сияй»                             | - Реліз: 11 грудня 2020 - Лейбл: Sony Music Entertainment - Формат: Цифрове завантаження, стрімінг |
| «Katana»                           | - Реліз: 1 жовтня 2021 - Лейбл: Sony Music Entertainment - Формат: Цифрове завантаження, стрімінг  |

### Сингли
| Назва                                    | Рік  | Найвища позиція в чартах | Найвища позиція в чартах | Найвища позиція в чартах | Сертификації | Альбом              |
| Назва                                    | Рік  | СНД                      | СНД                      | СНД                      | Сертификації | Альбом              |
| Назва                                    | Рік  | Top Radio & YouTube Hits | Top Radio Hits           | Top YouTube Hits         | Сертификації | Альбом              |
| ---------------------------------------- | ---- | ------------------------ | ------------------------ | ------------------------ | ------------ | ------------------- |
| «Пускай по венам соль»                   | 2018 | —                        | —                        | —                        | —            | Позаальбомний сингл |
| «Хочешь со мной»                         | 2019 | —                        | —                        | —                        | —            | «Хочешь со мной»    |
| «Айбала» (разом з Ханзой)                | 2019 | —                        | —                        | —                        | —            | Позаальбомні сингли |
| «Ау» (разом з 10AGE)                     | 2019 | —                        | —                        | —                        | —            | Позаальбомні сингли |
| «Отходосы» (разом з Alemond)             | 2019 | —                        | —                        | —                        | —            | Позаальбомні сингли |
| «Моя пленница» (разом з LKN)             | 2019 | 175                      | —                        | 94                       | —            | Позаальбомні сингли |
| «До луны» (разом з 10AGE и LKN)          | 2019 | —                        | —                        | —                        | —            | Позаальбомні сингли |
| «Танцуй как пчела» (разом з DAVA)        | 2019 | 687                      | 759                      | —                        | —            | Позаальбомні сингли |
| «Пальцами по губам»                      | 2019 | —                        | —                        | —                        | —            | Позаальбомні сингли |
| «Мадонна»                                | 2020 | —                        | —                        | —                        | —            | Позаальбомні сингли |
| «Вальс»                                  | 2020 | 86                       | 249                      | 62                       | —            | Позаальбомні сингли |
| «Сияй»                                   | 2020 | 12                       | 63                       | 7                        |              | «Сияй»              |
| «Падали»                                 | 2020 | 166                      | 191                      | —                        | —            | «Сияй»              |
| «Из-за тебя» (разом з Оленою Темніковою) | 2021 | —                        | —                        | —                        | —            | Позаальбомні сингли |
| «Сон»                                    | 2021 | —                        | —                        | —                        | —            | Позаальбомні сингли |
| «Плачь и танцуй» (разом з Ханзой)        | 2021 | —                        | —                        | —                        | —            | Позаальбомні сингли |
| «Дождь»                                  | 2021 | —                        | —                        | —                        | —            | Позаальбомні сингли |
| «Друг» (OST «Друг на продажу»)           | 2021 | —                        | —                        | —                        | —            | Позаальбомні сингли |
| «Морфий»                                 | 2021 | —                        | —                        | —                        | —            | Katana              |
| «Убей Меня» (разом з Rompasso)           | 2021 | —                        | —                        | —                        | —            | Позаальбомні сингли |
| «Маяк»                                   | 2022 | —                        | —                        | —                        | —            | Позаальбомні сингли |
|                                          | 2022 | —                        | —                        | —                        | —            | —                   |
|                                          |      |                          |                          |                          |              |                     |